# The Brook (Brooklyn)
The Brook, auch 589 Fulton Street, ist ein 184 m hoher Wolkenkratzer im Stadtbezirk Brooklyn in New York City, Vereinigte Staaten. Der Wohnturm ist mit Stand 2024 der sechsthöchste Wolkenkratzer von Brooklyn.

## Beschreibung
Das Gebäude befindet sich im Stadtteil Downtown Brooklyn an der Flatbush Avenue zwischen DeKalb Avenue und der Hauptgeschäftsstraße Fulton Street. Nördlich stehen direkt gegenüber der 325 m hohe The Brooklyn Tower und das historische einstige Bankgebäude Dime Savings Bank Building. Im Gebäudesockel befindet sich ein Zugang zur Station „DeKalb Avenue“ der New York City Subway. Hier verkehren die Linien . Wenige Meter südlich liegt die Station „Nevins Street“ mit den Linien .
The Brook wurde vom Architekturunternehmen Beyer Blinder Belle entworfen und vom Generalauftragnehmer Suffolk Construction Company von 2021 bis 2025 errichtet. Der Wolkenkratzer ist 183,8 Meter (603 Fuß) hoch und hat 51 Etagen. Der dreigeschossige Sockel nimmt das gesamte nahezu dreieckige Grundstück ein, darüber erhebt sich etwas zurückgesetzt und mittig der Wohnturm. Dieser hat eine Vorhangfassade aus champagnerfarbenen Metallpaneelen und raumhohe Fenster mit bronzefarbenen Rahmen. Der Sockel ist ebenso verkleidet. Nach dem im Juni 2022 erfolgten Baubeginn erreichte das Gebäude im Juni 2024 seine Endhöhe und war Ende 2024 äußerlich nahezu fertiggestellt. Er wird 591 luxuriöse Mietwohnungen, darunter 177 mietgeminderte Wohnungen, sowie auf zwei Etagen und 2800 m² Sport- und Freizeiteinrichtungen beherbergen. Zu den Annehmlichkeiten für die Bewohner gehören unter anderem eine Bibliothek, ein Pool, ein Basketballfeld, Lounges, Fitnessstudios und bepflanzte Terrassen. Im Erd- und Kellergeschoss befinden sich 3800 Quadratmeter Einzelhandelsfläche. Das Gebäude besitzt für die Energieerzeugung die größte vertikale Wärmepumpe in New York City. Die Eröffnung von The Brook ist für den September 2025 vorgesehen.
Zum Bauprojekt gehört des Weiteren, von The Brook durch das Gebäude einer Frauenklinik getrennt, ein zweigeschossiges Einzelhandelsgebäude am westlichen Ende des Stadtblocks mit der Adresse 555 Fulton Street. Es wird erst nach der Fertigstellung von The Brook errichtet und 1300 m² Einzelhandelsfläche und eine Dachterrasse mit Gastronomie bieten.

## Ansichten

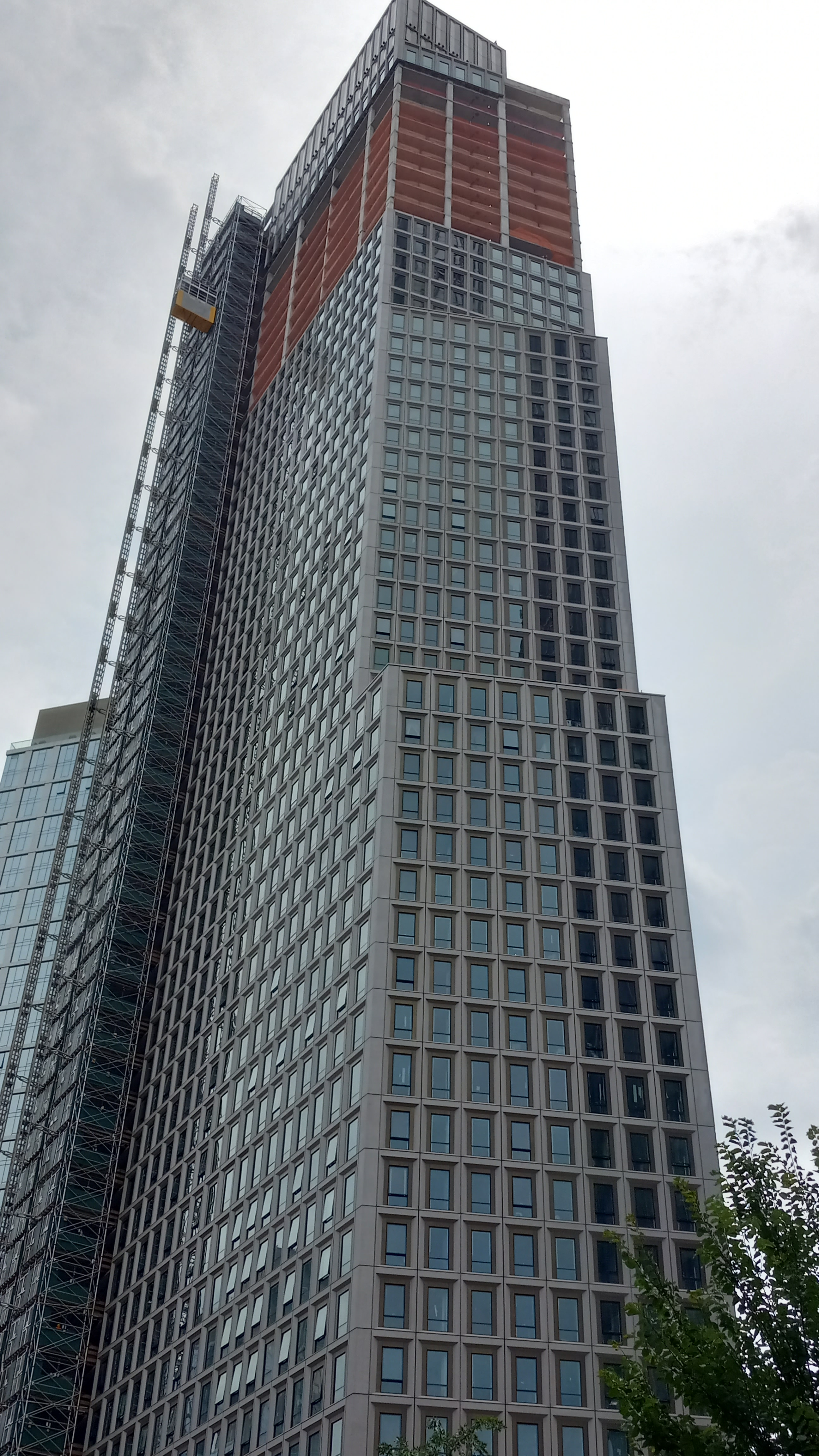
Bauphase am 20. Juli 2024
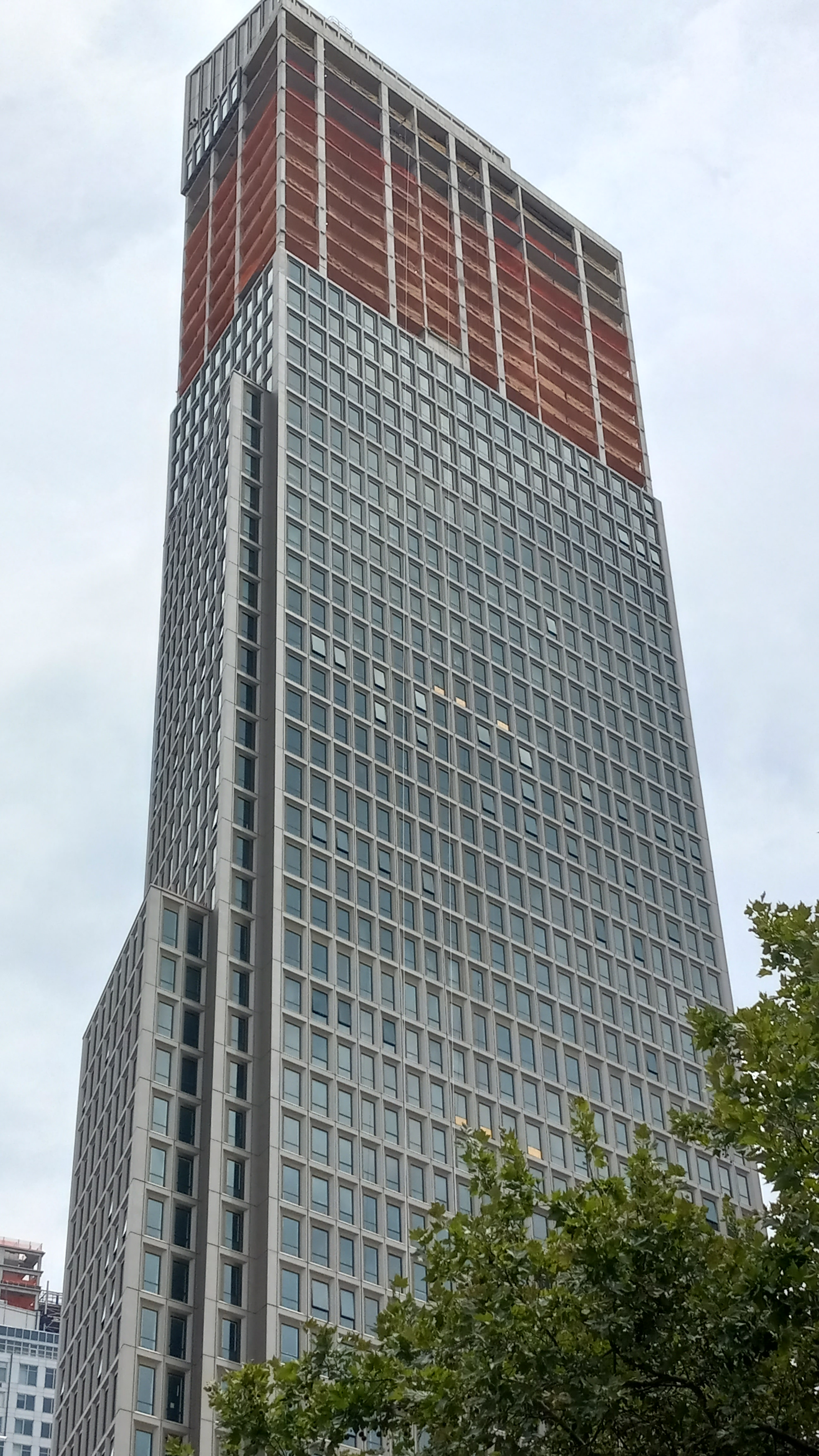
Blick von Westen
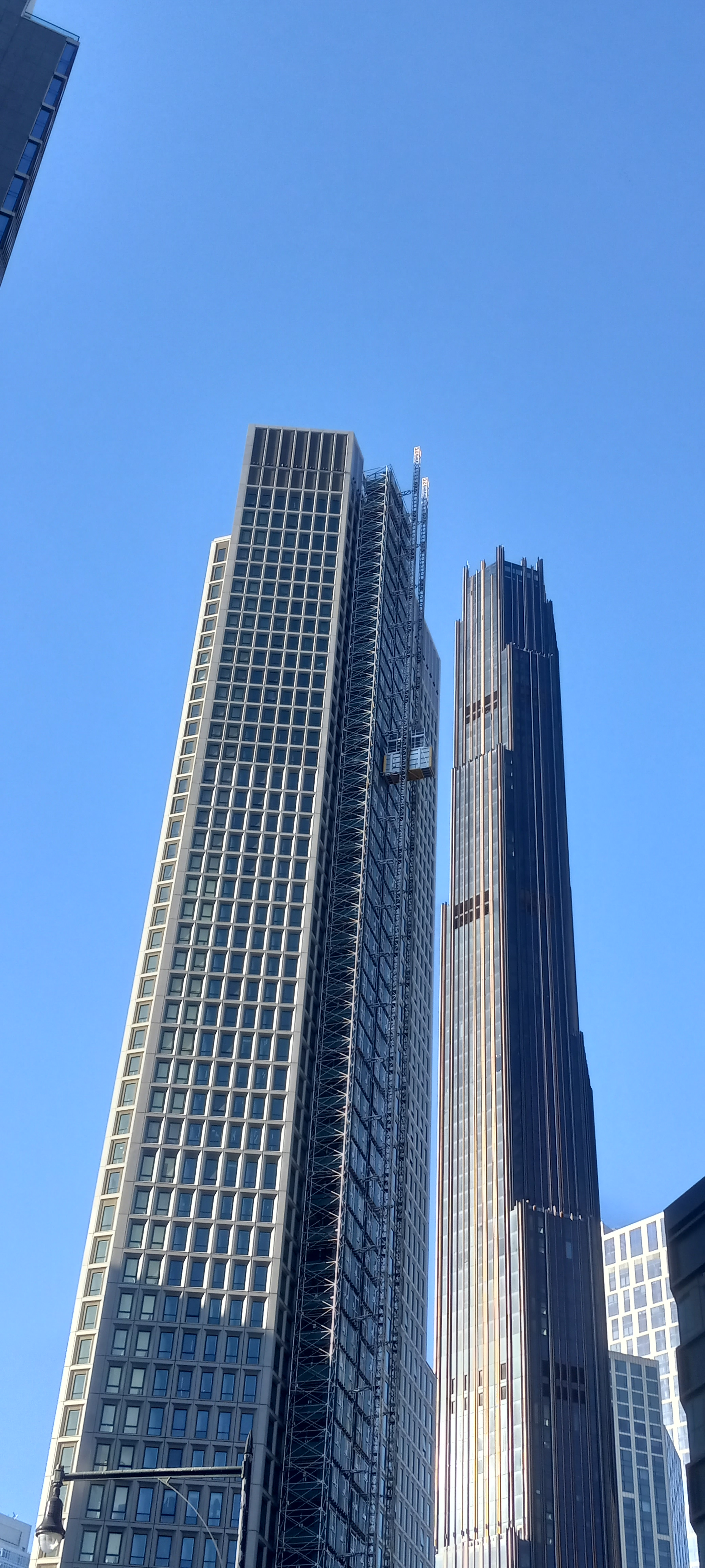
The Brook und The Brooklyn Tower im November 2024